# Lecania subdispersa
Lecania subdispersa är en lavart som först beskrevs av Nyl. ex B. D. Ryan, och fick sitt nu gällande namn av B. D. Ryan. Lecania subdispersa ingår i släktet Lecania och familjen Ramalinaceae.   Inga underarter finns listade i Catalogue of Life.